# 江寧里
25°03′40″N 121°32′28″E / 25.061°N 121.541°E
江寧里位於台灣台北市，是歸於台北市中山區的里行政區劃之一、區花為蝴蝶蘭。

## 範圍
- 東至：復興北路與松山區民有里為界
- 西至：建國北路二段與松江里為界
- 南至：錦州街與江山里為界
- 北至：民權東路三段與行仁里、下埤里為界

## 歷史沿革
江寧里在日治時代稱為下埤頭庄、地勢平坦，原稻田河川遍佈，近二十年來興建高樓大廈林立，形成商業及住宅區交錯之繁榮景象。民國34年台灣光復，臺北市改為省轄市，民國35年因行政區域劃分，原下埤里改為江山里，又因人口眾多，民國56年再由江山里分出江寧里。昔時江寧里有高厝、楊厝、周厝靠近民權東路三段，江寧公園是張厝，東王漢宮昔時是秦厝，鼎興營區是一大片田地；在第一殯儀館是陳厝，在復興北路、合江街上以前都有大同公司的宿舍。

## 文化資產及公共設施
捷運中山國中站 (文湖線) / 大衆運輸系統
宏福宮	文化資產 / 寺廟 合江街137號旁
基督教宣聖堂 文化資產 / 教堂 合江街127巷8號
九龍宮 寺廟 龍江路295巷6.8號
國防部鼎興營區 公共設施 龍江路323號	
中山社福中心 政府機關 合江街137號三樓
松花區民活動中心 公共設施 合江街137號四樓
全聯福利中心 市場 合江街137號
江寧公園 鄰里公園 合江街137號旁

## 本里設施
- 江寧公園
- 鼎興營區

### 鄰近重要設施
- 榮星公園
- 松山機場
- 捷運中山國中站
- 中山高速公路(國道一號)

## 公車站
龍江路口:542
民權龍江路口:5.49.63.74.214.214直.225.225區.285.617.642.685.801.803.1211.1211A.1841.1841A.1841B.1842.1842A.5116.5116A.紅29.紅31.紅32.紅50.內科通勤專車18.敦化幹線
民權復興路口:49.214.214直.225.225區.285.617.801.803.1211.1211A.1841.1841A.1841B.1842.1842A.2000.5116.5250.5250A.棕1.紅29.紅31.紅32.紅50.內科通勤專車18.敦化幹線
民權建國路口:5.49.63.74.214.214直.225.225區.285.617.642.685.801.803.1211.1211A.1841.1841A.1841B.1842.1842A.5116.5116A.紅29.紅31.紅32.紅50.內科通勤專車18.敦化幹線
建國錦州街口:298.298區.1960
榮星花園(民權):1840.紅50
捷運中山國中站:5.63.74.225.286副.542.643.680.685.棕1

## 學區
國小:長春國小、五常國小
國中:五常國中、中山國中、臺北市立大同高中國中部(此校區距離較近、非學區)
高中:市立大同高中、私立中興中學、臺北市立中山女中(上述校區皆為距離較近、非學區)
大學:國立臺北大學台北校區、國立臺北大學建國校區(上述校區皆為距離較近、非學區)